# Аслияли
Аслия́ли (рос. Аслыялы, чув. Аслăял) — присілок у складі Канаського району Чувашії, Росія. Входить до складу Кошноруйського сільського поселення.
Населення — 83 особи (2010; 84 у 2002).
Національний склад:
- чуваші — 100 %